# Zabójstwo Gabby Petito
Zabójstwo Gabby Petito – zabójstwo, do którego doszło najprawdopodobniej 27 sierpnia 2021 roku. Uduszona ofiara, Gabrielle „Gabby” Venora Petito (ur. 19 marca 1999), była Amerykanką, blogerką i podróżniczką. Rodzina utraciła z nią kontakt, kiedy podróżowała kamperem po Stanach Zjednoczonych razem ze swoim narzeczonym, Brianem Laundrie’em. Petito początkowo została uznana za osobę zaginioną, jej poszukiwania trwały od 11 września. Osiem dni później jej zwłoki znaleziono na terenie kempingu w Parku Narodowym Grand Teton w stanie Wyoming.

## Okoliczności
Gabby Petito i Brian Laundrie w lipcu 2021 wyruszyli na wyprawę z Florydy. Planowali odwiedzić parki narodowe w stanach: Kolorado, Utah i Wyoming. Poruszali się białą furgonetką Ford Transit Connect z 2012 o numerze rejestracyjnym QFTG03, który należał do Petito. Wyprawę  relacjonowali w mediach społecznościowych, aż do 25 sierpnia. Tego samego dnia Petito po raz ostatni rozmawiała telefonicznie ze swoją matką.

## Wiadomości SMS
27 i 30 sierpnia matka Petito otrzymała dwie wiadomości SMS z telefonu córki, które uznała za dziwne i podejrzane. Pierwszy, wysłany 27 sierpnia, brzmiał: „Możesz pomóc Stanowi [dziadkowi Petito], cały czas nagrywa wiadomości głosowe i do mnie dzwoni” (ang. „Can you help Stan, I just keep getting his voicemails and missed calls”); SMS brzmiał nietypowo, ponieważ do mężczyzny nie zwracano się po imieniu, a po jego wysłaniu Petito nie odbierała telefonu. Druga wiadomość, wysłana 30 sierpnia, brzmiała: „W Yosemite nie ma zasięgu” (ang. „No service in Yosemite”) i wydała się niedorzeczna, o ile została wysłana z Parku Narodowego Yosemite.
Rodzina Petito w późniejszym terminie uznała, że nadawcą wiadomości była inna osoba, która mogła mieć związek z zaginięciem i śmiercią kobiety.

## Poszukiwania
Brian Laundrie 1 września wrócił do domu na Florydzie bez narzeczonej. Nie potrafił wyjaśnić przyczyn takiego zachowania. 11 września rodzina Petito zgłosiła jej zaginięcie na policji. Laundrie odmówił rozmów z policją, wynajął adwokata. Następnie śledczy nie mogli ustalić jego miejsca pobytu, a ponieważ był najważniejszym świadkiem w sprawie, jednocześnie prowadzono poszukiwania jego i Petito.
14 września rodzina Gabby wydała oświadczenie, w którym oskarżyła Laundriego o odmowę udzielenia informacji na temat szczegółów ich podróży, przyczyn powrotu bez narzeczonej i sytuacji, w której stracił z nią kontakt. Rodzina Laundrie’ego poinformowała, że udał się on na wyprawę do rezerwatu Carlton, znajdującym się na zachodnim wybrzeżu Florydy, nie ma z nim kontaktu i zgłosiła jego zaginięcie. Ustalono, że w domu pozostawił portfel i telefon. Poszukiwania Laundrie’ego prowadziła policja z North Port z użyciem dronów i psów tropiących, ale z uwagi na ogromny teren (10 tysięcy hektarów) nie przyniosły one rezultatów. Pracę utrudniał fakt, że część rezerwatu stanowią mokradła i bagna. Jednocześnie poszukiwano Petito na terenie Parku Narodowego Grand Teton, gdzie była widziana po raz ostatni.

## Śledztwo w sprawie zabójstwa

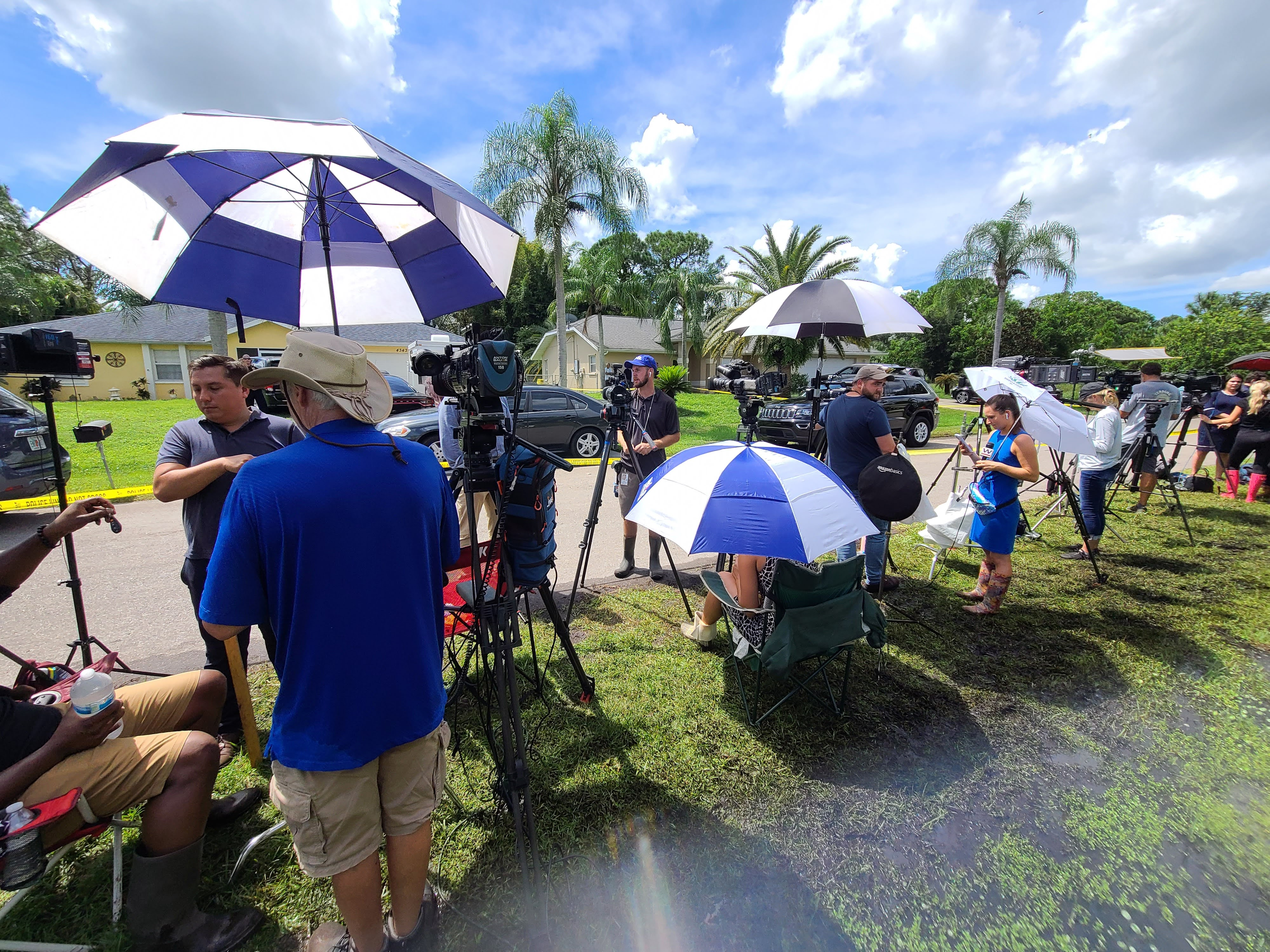
Dziennikarze pod domem należącym do rodziny Briana Laundrie’go; 20 września 2021

19 września w Parku Narodowym Grand Teton niedaleko parkingu dla kamperów znaleziono zwłoki kobiety, której wygląd pasował do rysopisu Gabby. 21 września Brent Blue, koroner hrabstwa Teton, potwierdził tożsamość ofiary, której zwłoki znaleziono dwa dni wcześniej i na podstawie wyników sekcji zwłok poinformował, że Gabby zginęła w wyniku morderstwa.
Wraz z odnalezieniem zwłok Petito prowadzono poszukiwania Laundrie’ego, ale nie przyniosły one rezultatów. 20 września, na podstawie nakazu sądowego, FBI przeprowadziło rewizję w domu mężczyzny. Dwa dni później FBI poinformowało o wydaniu nakazu aresztowania Laundrie’ego. Śledczy ustalili, że mężczyzna po śmierci Petito korzystał z jej karty debetowej i PIN-u, w ten sposób dokonał płatności w wysokości około 1000 dolarów. Transakcje zrealizowano pomiędzy 30 sierpnia a 1 września, to jest najprawdopodobniej minimum trzy dni od daty zabójstwa Petito. Laundrie był poszukiwany na terenie rezerwatu Carlton, gdzie – zgodnie z informacjami przekazanymi przez jego rodziców – udał się na wyprawę oraz w okolicy pola namiotowego Fort De Soto, które znajduje się 120 km od jego domu rodzinnego. Laundrie od 6 do 8 września przebywał tam z rodzicami. Siostra Briana potwierdziła, że ostatni raz widziała go 6 września na polu namiotowym Fort De Soto, a w późniejszym terminie nie mogła się skontaktować z bratem, gdyż jego telefon nie odpowiadał. 
20 października na terenie parku Myakkahatchee Creek na Florydzie znaleziono szczątki Laundrie’go i plecak z jego rzeczami osobistymi, m.in. z notatnikiem. FBI potwierdziło tożsamość zmarłego na podstawie badań stomatologicznych. Sekcja zwłok wykazała, że zmarł w wyniku samobójstwa od rany postrzałowej głowy.

## Interwencja policji
Podczas wyprawy, na której doszło do morderstwa, miała miejsce interwencja policji. 12 sierpnia na numer alarmowy 911 zadzwonił świadek zaniepokojony sceną obserwowaną na drodze w Moab w stanie Utah. Poinformował, że widział kłócącą się parę. Mężczyzna uderzył kobietę, następnie oboje w popłochu biegali po chodniku i szarpali się w samochodzie, aby mężczyzna nie odjechał sam. W opisanym przez niego wydarzeniu brali udział Petito i Laundrie. Wkrótce po zgłoszeniu policja podjęła interwencję i zatrzymała kamper pary w Parku Narodowym Arches, po czym ustaliła, że między nimi doszło do awantury i szarpaniny – oboje mieli na ciele ślady przemocy fizycznej. Laundrie potwierdził, że szarpał się z narzeczoną. Petito płakała i była wyraźnie wzburzona. Policja zasugerowała, aby narzeczeni spędzili noc osobno, zalecając Laundrie’emu nocleg w hotelu w Moab.
16 września film nagrany z interwencji został udostępniony w internecie przez policję w Moab.

## Relacje świadków
27 sierpnia w porze obiadowej para była widziana w restauracji w Jackson. Zdaniem świadka (Nina Celie Angelo) byli skonfliktowani i nie mogli dojść do porozumienia. Brian kłócił się z personelem, kilkukrotnie opuszczał lokal, aby niebawem do niego powrócić, zachowywał się agresywnie wobec kelnerki, zaś Gabby płakała. Relacja Niny została potwierdzona w mediach społecznościowych przez pracowników restauracji.
27 sierpnia około 18:00 Jenn i Kyle Bethune nagrali kamerą samochodową biały kamper w pobliżu Parku Narodowego Grand Teton w Wyoming, którego wygląd pasował do pojazdu Gabby i Briana. Chcieli przywitać się z pasażerami, gdyż dzięki tablicy rejestracyjnej zorientowali się, że podobnie jak oni pochodzą z Florydy, ale kamper wydawał się pusty. Twierdzili, że powrócili w to miejsce późną nocą. Kiedy zbliżali się do pojazdu, jego tylne drzwi zostały przez kogoś zamknięte. W późniejszym terminie dowiedzieli się z mediów o znalezieniu zwłok Gabby. Zaczęli podejrzewać, że na filmie został uchwycony jej pojazd i poinformowali o tym fakcie władze. Nagranie udostępnili w internecie, podali współrzędne miejsca zdarzenia (43°46′18″N 110°29′16″W). FBI nie potwierdziło, że nagrany przez nich kamper faktycznie należał do Gabby i Briana.
Świadek Miranda Baker twierdzi, że 29 sierpnia spotkała Briana w pobliżu Colter Bay Village (niedaleko kempingu dla kamperów, gdzie znaleziono zwłoki Gabby). Podróżowała wówczas ze swoim partnerem, zaś Brian zaoferował im zapłatę w wysokości 200 dolarów za podwiezienie. Ich samochód opuścił przy jeziorze Jackson, kilka minut po godzinie 18:00. Miranda i jej partner uznali za dziwne uiszczenie tak wysokiej zapłaty za 16 kilometrów podróży, zaświadczali, że Brian w pewnym momencie poprosił o zjechanie na pobocze i szybko wysiadł.